# Surfréquentation

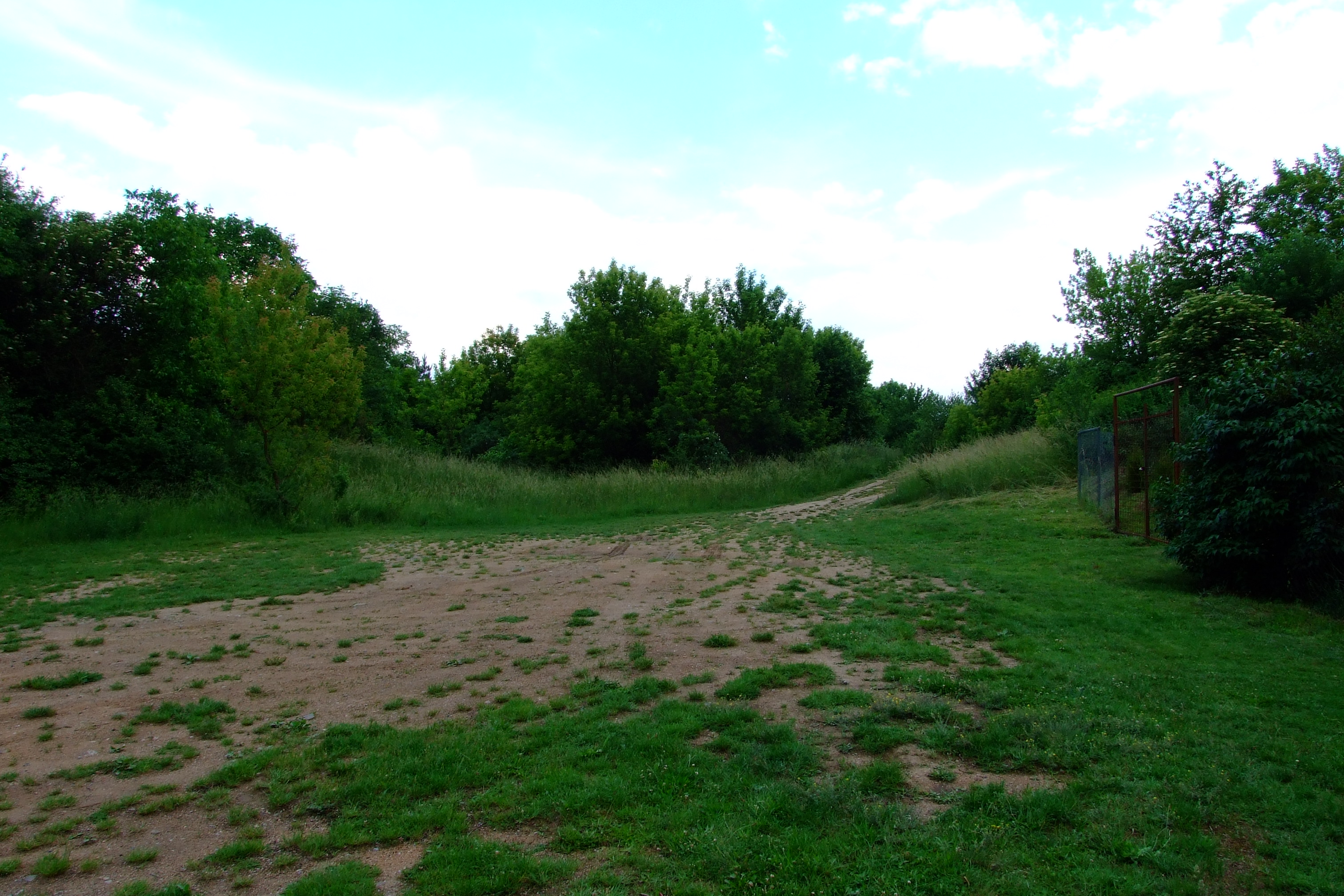
La terre dénudée par le surpiétinement est un premier symptôme, qui peut aussi être lié au passage de bétail, voire d'animaux sauvages

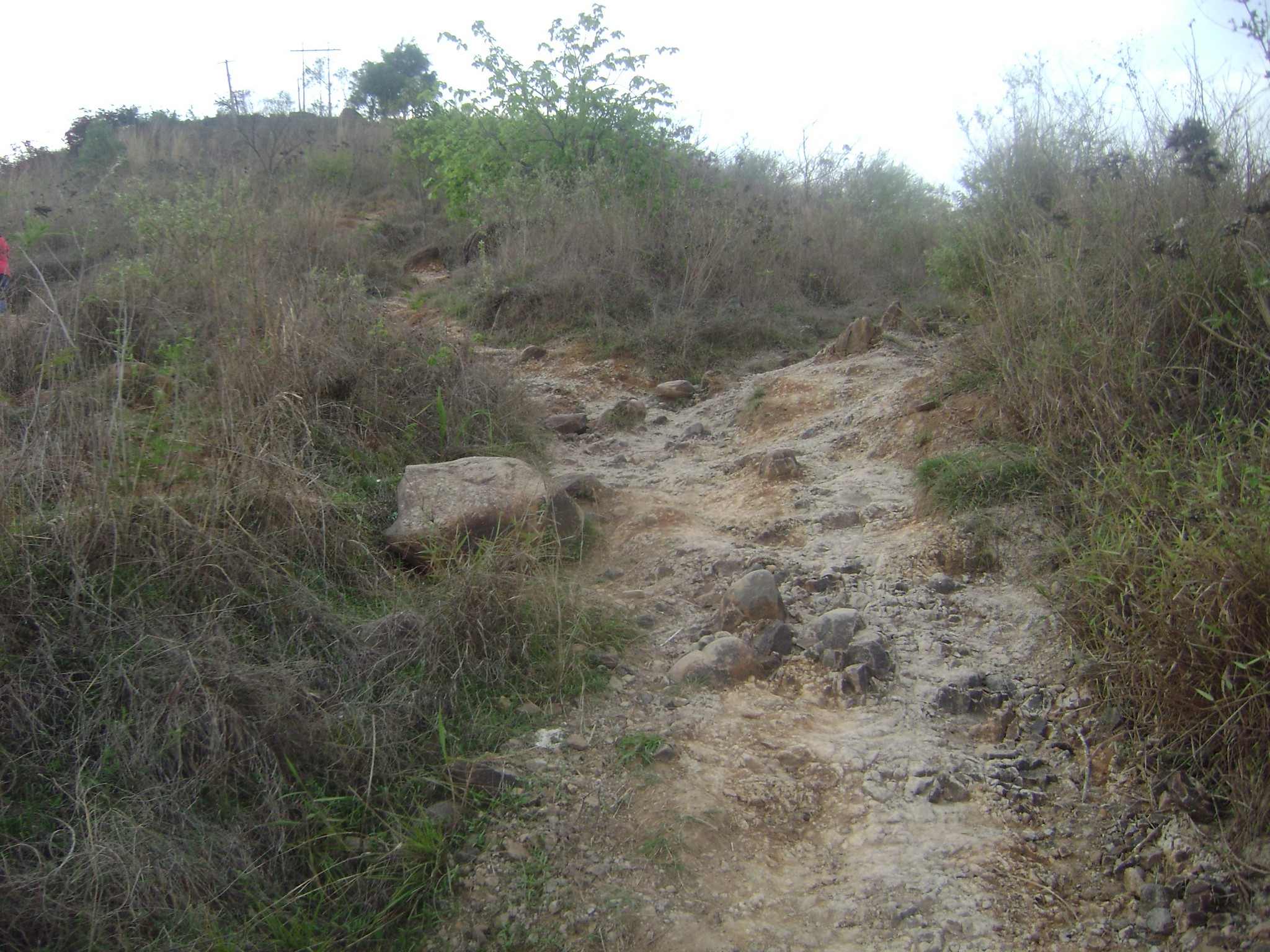
La disparition de la couche d'humus induite par le piétinement de sols fragiles favorise le ravinement, de manière exacerbée sur les pentes

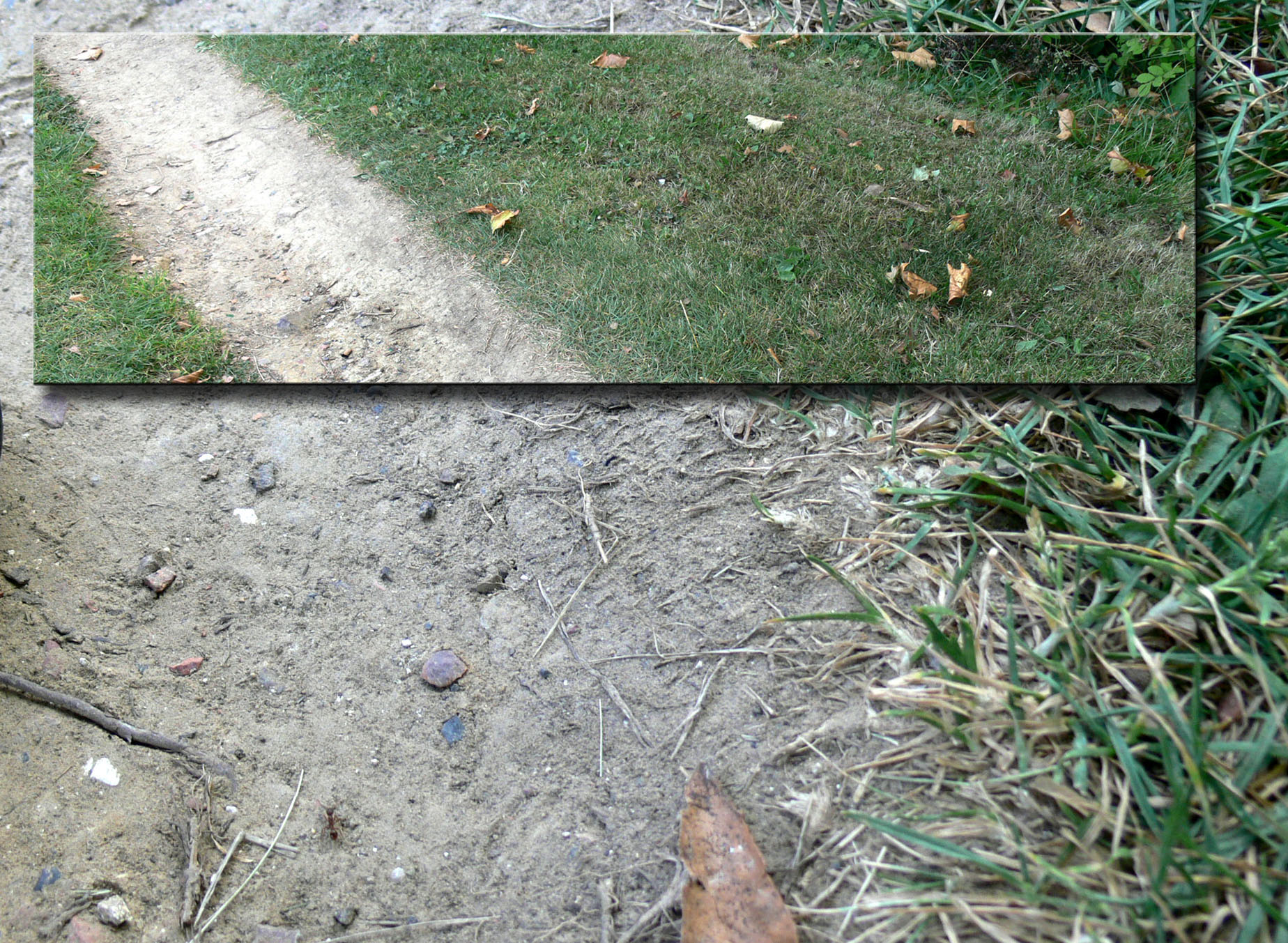
Exemple d'impact de passage répété de joggers et vélos, sur sol plat en climat tempéré (nord de la France), dans un grand espace vert urbain

La surfréquentation se produit lorsque la pression des visiteurs, touristes ou usagers d'un milieu naturel ou semi-naturel est telle qu'elle dépasse la capacité du milieu à se régénérer. On utilise parfois ce mot à propos de la pression des troupeaux itinérants  ou du pacage libre. La surfréquentation contribue parfois à la « surutilisation » ou « surexploitation » d'un milieu. C'est une notion relative à la vulnérabilité du milieu et aux ressources considérées.

## Types de surfréquentation
Cette notion fait référence à des notions d'impacts physiques de Régression et dégradation des sols (tassement, érosion, surcreusement avec perte d'humus et de matière organique rendant la reprise de la végétation plus lente), ainsi qu'à d'autres impacts écologiques liés à la dégradation des habitats naturels ou à des impacts anthropiques tels que :
- l'odeur humaine ou des chiens est très présentes, et peut faire fuir certains animaux craignant l'homme. Les espèces vulnérables régressent alors au profit de quelques espèces ubiquistes ;
- le bruit et d'autres formes de dérangement de la faune (chiens non tenus en laisse) ;
- l'abandon de déchets ;
- les feux provoqués par les cigarettes, actes involontaires ou de vandalisme ;
- la présence de nombreux véhicules, etc. ;
- un éclairage nocturne, qui peut être une cause de pollution lumineuse affectant l'environnement nocturne ;
- la création de cheminements par « surpiétinement», qui contribuent à la fragmentation écologique du milieu ;
- pression excessive de la chasse, pêche, pêche à pied, cueillette, prélèvement de bois, de fleurs, mousses, fruits, bois mort, etc. menaçant des espèces ou l'équilibre écologique du site ;
- intrusion de sports mécaniques bruyant, polluants ou dégradant les sols et la strate herbacée (moto, quad, 4x4..), le VTT ou les sports équestres pouvant eux-mêmes avoir des impacts significatifs s'ils sont concentrés sur les mêmes sites, ou sur ces sites fragiles)... ;

(liste non limitative)
- habituation pour certains animaux à se nourrir de restes de nourriture humaine, et déchets abandonnés ou de nourriture volontairement distribuée par des visiteurs.

## Géographie et temporalité de la surfréquentation
La surfréquentation est fréquente dans les forêts et parcs urbains et périurbains, à proximité des accès aux boisement publics (et parfois privés), et sur les grands sites qui attirent des millions de visiteurs, aux entrées de forêts et de réserves naturelles, sur certains milieux littoraux ou forestiers, zones humides, etc. Le zonage et la temporalité de la fréquentation ont une importance. Certaines fêtes ou grands rassemblements sont périodiquement et temporairement sources de fortes pressions sur le milieu.
Par exemple, en France au début du XXIe siècle, environ 60 millions de personnes fréquentent la forêt chaque année, une fréquentation mieux répartie dans l'espace et le temps peut diminuer les impacts sur le milieu. Si les visiteurs arrivent en ordre dispersés ou de manière très échelonnée dans le temps, ils doivent utiliser plus de moyens de transport, qui ont d'autres impacts sur l'Environnement global. 
Les aménagements d'accueil du public peuvent diminuer la pression sur les milieux fragiles, en concentrant la fréquentation aux endroits les moins sensibles, mais de nombreux « grands sites » paysagers ont été très dégradés par la surfréquentation (cap Gris-Nez, cap Blanc-Nez, pointe du Raz, ou cap de la Chèvre par exemple en France, sur lesquels des travaux de restauration des sols et du paysage sont en cours).

### Impacts indirects: «en amont» et «en aval»
Une évaluation complète des effets de la fréquentation demande de prendre en compte les impacts des transports et de la consommation de ressource liés à l'accès au site et au retour du public.

## Évaluation
Des indicateurs de suivi et de pression anthropique sur les milieux sont parfois mis en place, dans certains parcs nationaux, parcs naturels régionaux ou réserves naturelles par exemple. Un indicateur commun est le nombre de personnes fréquentant le milieu et leur répartition géographique et temporelle sur le site concerné. Des enquêtes ou dispositifs automatiques de comptages sont utilisés.

## Solutions
Dans les zones « vulnérables », divers moyens permettent de limiter les impacts de la fréquentation :
- sensibilisation générale et spécifique du public ;
- Connaissance des flux, nécessaire à des réactions anticipant et traitant les problèmes ;
- préparation du site ;
- encadrement et canalisation du public. Des nombreuses méthodes, plus ou moins "contraignantes" de canalisation et gestion des flux de public sont utilisées et recommandées par les plans de gestion ou plans directeurs des zones protégées ;
- mesures de gestion restauratoire permettent de diminuer l'ampleur des impacts de la fréquentation[2]. Les techniques de génie écologique et/ou de gestion différentiée ne peuvent parfois que traiter une partie du problème, ou n'y remédier que pour un temps ;
- évaluation des mesures.

Certains écolabels ou des écosociolabels forestiers tels que le FSC rendent obligatoire une réflexion et des actions sur ce thème, si la forêt est effectivement fréquentée.
Dans les aires protégées, dont les réserves naturelle et parcs nationaux, on cherche à préventivement éviter l'état de surfréquentation. Certains milieux fragiles ne sont ainsi ouvert au public qu'une partie de l'année ou uniquement lors de visites guidés. Des balisages adaptés et des aménagements (escaliers, passerelles, platelages de bois) sont parfois construits pour limiter les impacts des visiteurs ou des usagers de sites fragiles. Ailleurs on sacrifie une zone pour mieux protéger d'autres ou on fait en sorte de rendre les zones les plus sensibles (cœurs d'habitats, zones importantes pour des espèces menacées et/ou protégées, etc.).